# Animal House
Animal House – debiutancki album studyjny niemieckiego zespołu heavymetalowego U.D.O. wydany w roku 1987.

## Lista utworów
1. "Animal House" – 4:19
2. "Go Back To Hell" – 4:32
3. "They Want War" – 4:12
4. "Black Widow" – 4:29
5. "In The Darkness" – 4:03
6. "Lay Down The Law" – 3:47
7. "We Want It Loud" – 4:06
8. "Hot Tonight" – 4:37[3]
9. "Warrior" – 4:12
10. "Coming Home" – 3:39
11. "Run For Cover" – 4:43

## Single
1. "They Want War" – 1988

## Wideografia
- "They Want War" – 1988

## Twórcy
- Udo Dirkschneider – śpiew
- Mathias Dieth – gitara elektryczna
- Peter Szigeti – gitara elektryczna
- Frank Rittel – gitara basowa
- Thomas Franke – perkusja